# Eurytoma insularis
Eurytoma insularis är en stekelart som beskrevs av William Harris Ashmead 1894. Eurytoma insularis ingår i släktet Eurytoma och familjen kragglanssteklar.
Artens utbredningsområde är Dominikanska republiken. Inga underarter finns listade i Catalogue of Life.